# Cancriniella
Cancriniella, monotipski rod glavočika smješten u tribus Anthemideae. Jedina je vrsta C. krascheninnikovii, zeljasta biljka žutih cvjetova, kazahstanski je endem.

## Sinonimi
- Brachanthemum krascheninnikovii Rubtzov
- Cancrinia krascheninnikovii (Rubtzov) Poljakov